# لوسي بانش
لوسي بانش (بالإنجليزية: Lucy Punch)‏ مواليد 30 ديسمبر 1977 في لندن، هي ممثلة بريطانية بدأت مسيرتها الفنية عام 1998.

## الأعمال
- دكتور مارتن
- أجاثا كريستي بوارو
- غريندهووس
- عشاء للأغبياء
- قليلا من الجنة
- معلمة سيئة
- في الغابة
- هي مضحكة بتلك الطريقة
- كعكة

## وصلات خارجية
- لوسي بانش على موقع IMDb (الإنجليزية)
- لوسي بانش على موقع روتن توميتوز (الإنجليزية)
- لوسي بانش على موقع ألو سيني (الفرنسية)
- لوسي بانش على موقع أول موفي (الإنجليزية)
- لوسي بانش على موقع قاعدة بيانات الأفلام السويدية (السويدية)
- لوسي بانش على موقع إن إن دي بي (الإنجليزية)
- لوسي بانش على موقع ديسكوغز (الإنجليزية)
- لوسي بانش على موقع قاعدة بيانات الفيلم (الإنجليزية)
- لوسي بانش على موقع كينوبويسك (الروسية)